# Zaynab Bégum
Zaynab Bégum (en persan : زینب بیگم), née avant 1576 en un lieu inconnu et morte le 31 mai 1640 à Qazvin, est une princesse safavide et personnalité politique influente de son époque.
Quatrième fille du chah Tahmasp Ier et de Ḥuri, une princesse géorgienne, Zaynab est un soutien et une conseillère principale du chah Abbas Ier pendant plus de vingt ans. Elle supervise l'éducation des princes impériaux et cumule les fonctions importantes. En 1613 ou 1614, Abbas fait une purge politique des militaires et bureaucrate, et il expulse Zaynab de la Cour pour la placer en résidence surveillée à Qazvin.
Le bannissement est levé quatre ans plus tard, mais Zaynab s'installe à Ispahan. Abbas Ier lui offre la grâce royale en 1627 et elle retrouve une influence politique, qu'elle continue d'avoir sous son successeur Séfi Ier. En février 1632, elle est de nouveau bannie de la Cour durant la purge du chah, dont elle avait pourtant favorisé l'accession au pouvoir.
Zaynab doit retourner en exil à Qazvin, où elle meurt le 31 mai 1640, et est inhumée dans le mausolée de l’imam Reza à Machhad. Après sa mort, elle est souvent mentionnée comme un exemple de modération et de sagesse politique.